# 姚益生
姚益生（?—?），又作姚益，南安郡赤亭县（今甘肅省隴西縣西）羌人。十六國后赵將領。羌酋姚弋仲子，姚襄和後秦開國君主姚萇的哥哥。
姚益生在后赵担任曜武将军。350年（东晋永和六年、后赵青龙元年），石闵、李农废黜后赵皇帝石鉴，将石鉴还有石鉴父亲石虎的二十八个孙子一起杀掉，石氏家族的人全被消灭。姚益生和兄弟武卫将军姚若率宫廷卫兵数千人冲破关卡，投奔滠头。姚弋仲率领兵众讨伐石闵，驻扎在混桥。353年（东晋永和九年、前秦皇始三年），姚襄攻击东晋殷浩，殷浩大败，逃回去固守谯城。姚襄派哥哥姚益生镇守山桑，姚襄又回到了淮南。殷浩派部将刘启、王彬之在山桑攻打姚益生，姚襄从淮南出兵反击，刘启、王彬之全都战败死亡。357年（东晋升平元年、前秦寿光三年），姚襄准备图谋关中，四月进据杏城，派辅国将军姚兰攻占敷城，曜武将军姚益生、左将军王钦卢分别统率士兵去招纳羌、胡各部族。